# Council Grove
Council Grove ist eine Kleinstadt im US-Bundesstaat Kansas und Sitz der Verwaltung von Morris County. Der Ort mit 2140 Einwohnern (Stand: Volkszählung 2020) liegt am Ostufer des Neosho Rivers unmittelbar südlich des Council Grove Lake Stausees. Im Ort überquert der U.S. Highway 56 den Fluss. Er folgt hier dem Santa Fe Trail, einem historischen Handelsweg, der in der Mitte des 19. Jahrhunderts die kulturelle und wirtschaftliche Verbindung zwischen den besiedelten Regionen am rund 100 km entfernten Missouri River und dem zunächst noch mexikanischen Südwesten darstellte.

## Geschichte
Der Ort verdankt seinen Namen einer Versammlung der Osage-Indianer im Jahr 1825, bei der Commissioner George C. Sibley im Auftrag der US-Regierung für Waren im Wert von 800 Dollar das Recht auf freie Passage der Händler durch das Gebiet des Volkes erwarb. Schon seit 1822, dem ersten Jahr des Handels auf der Route, hatten die zunächst wenigen Reisenden den breiten, aber flachen Neosho River an oder bei der Stelle des heutigen Ortes überquert.
Am Fluss standen große Wälder, die sich von den Prärien des späteren Kansas absetzten, so dass sich wegen der guten Brennholzversorgung ein wichtiger Rastplatz auf dem Trail etablierte.
1846 wurde das Gebiet als Reservat der Kansa ausgewiesen und ein Handelsposten errichtet. Er war der Kern der späteren Siedlung. Im selben Jahr führte der Mexikanisch-Amerikanische Krieg zu großen Truppenbewegungen auf dem Trail. Der Sieg der Vereinigten Staaten und die Abtretung fast des gesamten Westens der heutigen USA von Mexiko führte zu einem enormen Aufschwung des Handels.
1850 wurde der regelmäßige Postverkehr aufgenommen und in Council Grove eine Station eingerichtet. Das Gebäude diente zudem als Missionsstation und Schule der Methodistischen Kirche und ist heute noch als Museum erhalten. 1854 wurde Kansas als Territory errichtet, 1857 war die Besiedelung so weit vorgerückt, dass sich in Council Grove ein Ladengeschäft und ein Restaurant lohnten, das nicht nur die Händler, sondern auch die steigende Einwohnerzahl der Region versorgte.
Das Restaurant Hays House besteht bis heute und ist das am längsten existierende Restaurant westlich des Mississippi Rivers. Seth Hays, der Gründer, war ein Urenkel von Daniel Boone und Cousin von Kit Carson, die Urkunde über den Grundstückskauf wurde von Abraham Lincoln unterzeichnet.
1861 wurde Kansas zum US-Bundesstaat, der Sezessionskrieg 1861–65 brachte zwar Truppenbewegungen, aber keine Kampfhandlungen am Neosho River. 1866 erreichte der Eisenbahnbau der Union Pacific Railroad das wenig nördlich gelegene Junction City und beendete den Handel mit Planwagen über Council Grove. Die Besiedelung ging weiter und 1871 kam die Atchison, Topeka and Santa Fe Railway nach Council Grove und baute weiter in den Südwesten.

## Council Grove heute
Der Ort entwickelte sich zum wirtschaftlichen Zentrum der landwirtschaftlich geprägten Region und hat diese Bedeutung bis heute behalten. Außerdem lebt die Stadt von ihrer Geschichte, sie zieht mit historischen Gebäuden unter altem Baumbestand einen bescheidenen Tourismus an. Der historische Siedlungskern ist als Council Grove Historic District im Mai 1963 als National Historic Landmark anerkannt worden.